# Streifenschwirl

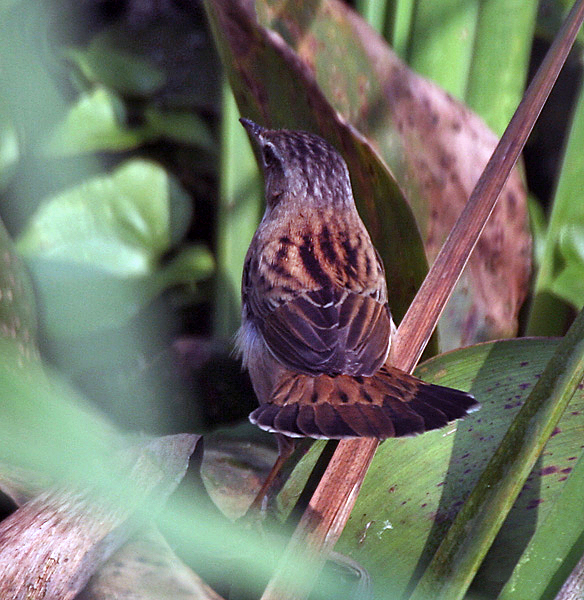
In Kolkata, Indien beobachtetes Individuum

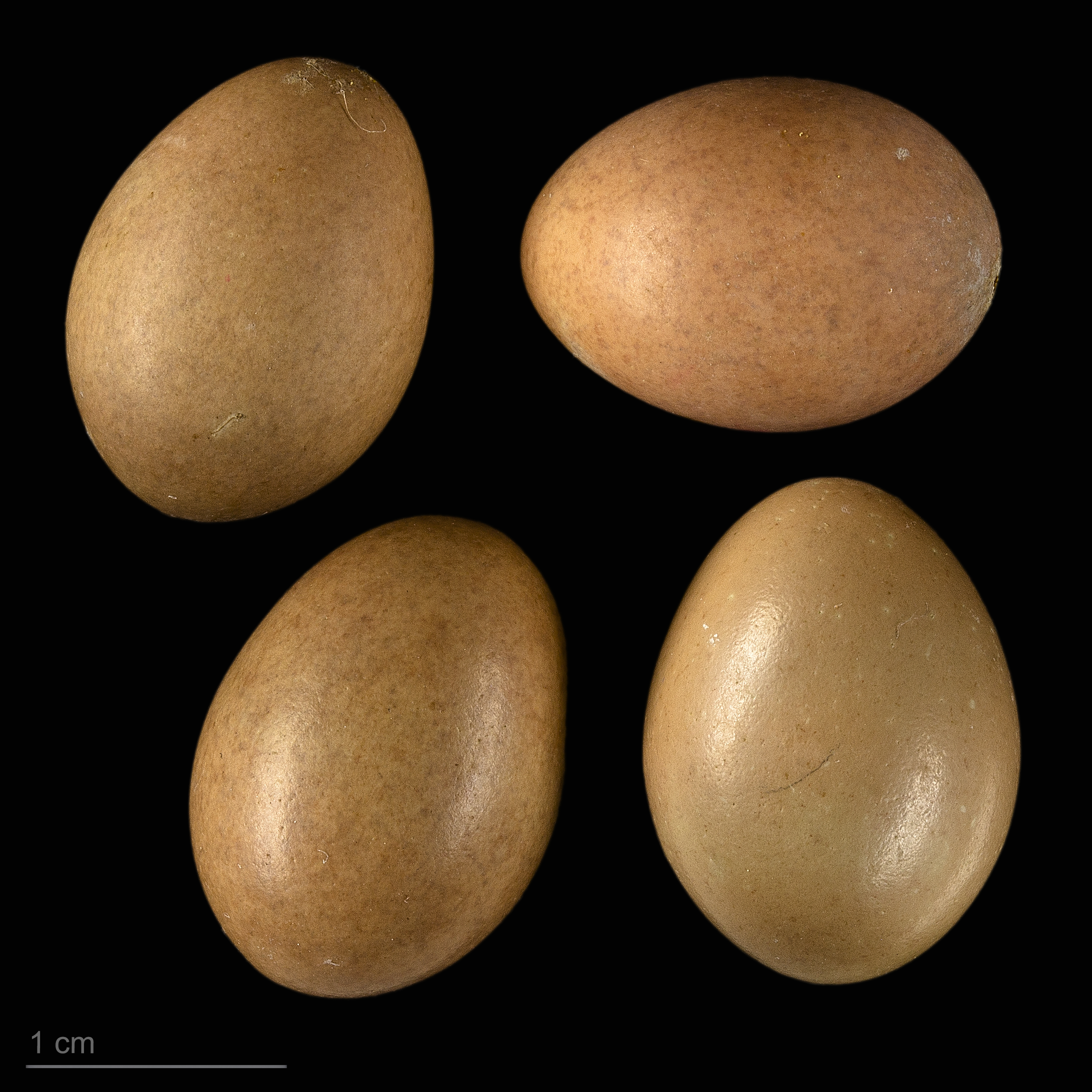
Locustella certhiola, Sammlung Museum von Toulouse

Der Streifenschwirl (Locustella certhiola) ist ein Singvogel aus der Gattung der Schwirle (Locustella) und der Familie der Grassänger (Locustellidae). Es werden mehrere Unterarten unterschieden.
Obwohl seine Brutgebiete tausende von Kilometern von Europa entfernt liegen, kann der Streifenschwirl, wenn auch sehr selten, als Irrgast in Europa beobachtet werden. Beobachtungen aus den letzten zwei Jahrzehnten des 20. Jahrhunderts gab es in Belgien, den Niederlanden, Großbritannien, Polen und Irland. Am 12. September 2023 wurde ein Streifenschwirl an der Vogelberingungsstation Saarlouis-Lisdorf
gefangen und beringt.

## Beschreibung
Der gut 13 Zentimeter messende Vogel erinnert in seiner Gefiederfärbung an den Schilfrohrsänger. Bürzel und Oberschwanzfedern sind rostbraun mit einigen dunklen Stricheln und heben sich deutlich vom graubraunen Schwanz ab. Die undeutliche Querbänderung des Schwanzes verbreitert sich zu einer dunklen Endbinde. Im frischen Gefieder ist ein undeutlicher heller Endsaum des Schwanzes erkennbar.
Die Unterschwanzdecken haben eine gelbbraune Färbung, der Rücken ist gestreift und gewöhnlich brauner als beim Feldschwirl, die Unterseite ist grauweißlich. Jungvögel zeigen oft eine gelbliche Färbung von Brust und Körperseiten und ein aus undeutlichen dunklen Flecken gebildetes Brustband.
Sein Gesang beginnt wetzend, worauf ein kurzes „rü-rü-rü“ folgt, das mit einer schilfrohrsängerartigen Strophe abschließt. Im Winterquartier ruft er „tschirr-trschirr“.

## Verbreitung und Lebensraum
Der Streifenschwirl bewohnt Sibirien sowie Mittel- und Ostasien. Er ist ein Langstreckenzieher, dessen Winterquartiere in Vorder- und Hinterindien liegen. Vereinzelt überwintert er auch auf den Großen Sundainseln. Der Wegzug von Sibirien beginnt im August und währt bis Ende September. Der Heimzug beginnt ab Anfang Mai. Er trifft in seinen sibirischen Brutgebieten Ende Mai bis Anfang Juni ein.
Der Streifenschwirl verhält sich unauffällig in der Art der Schwirle und bewohnt feuchte, sumpfige Wiesen mit hohem Gras und Strauchwerk. Auch im Winter ist er an sumpfigen Stellen, zum Beispiel in Reisfeldern, zu finden.

## Belege

### Einzelbelege
1. ↑  Bauer et al., S. 204.
2. ↑  Streifenschwirl beringt. ornitho.de, 12. September 2023, abgerufen am 13. September 2023.